# Unterspreewald (gemeente)
Unterspreewald (Nedersorbisch: Dolne Błota ) is een gemeente in de Duitse deelstaat Brandenburg, gelegen in het Landkreis Dahme-Spreewald.
Unterspreewald telt 809 inwoners. De gemeente werd gevormd op 31 december 2001 door de vrijwillige samenvoeging van de voormalige gemeenten Neuendorf am See, Leibsch en Neu Lübbenau. De gemeente maakt deel uit van het Amt Unterspreewald.